# Zabrotes cruciger
Zabrotes cruciger is een keversoort uit de familie bladkevers (Chrysomelidae). De wetenschappelijke naam van de soort werd in 1885 gepubliceerd door George Henry Horn.